# Volvo 7700A
Volvo 7700A – niskopodłogowy, przegubowy autobus miejski, produkowany od 2003 roku przez szwedzką firmę Volvo. Powstaje w fabryce Volvo we Wrocławiu. Produkowana jest również odmiana napędzana gazem CNG – Volvo 7700A CNG.

## Historia modelu
Litera „A” w nazwie oznacza Articulated. Produkcja rozpoczęła się w 2003 roku w fabryce firmy Volvo Polska we Wrocławiu. Wytwarza się także krótsze wersje Volvo 7700 o długości 12 metrów. Stosowane są silniki Volvo D7C o dwóch bądź trzech poziomach mocy maksymalnej: 275 KM, 290 KM i 310 KM. Według różnych źródeł miały one pojemność 6728 cm³ lub 7,3 dm³.

## Volvo 7700A w Polsce

### Gdynia
W 2004 roku przedsiębiorstwo komunikacyjne PKM Gdynia zakupiło dwie sztuki tego typu autobusów. Autobusy te otrzymały numery #2209 i #2210

### Łódź
W 2007 roku MPK Łódź zakupiło czternaście sztuk tego typu pojazdów. Od Volvo 7000A wyróżniają się nową sylwetką ściany przedniej, przesuwnymi lufcikami, brakiem nawiewników nad dachem i silnikiem spełniającym normę Euro 4 i charakterystycznym garbem z tyłu pojazdu. Wozy te otrzymały numery #3737-3750.

### Szczecin
Na przełomie 2011 i 2012 SPA Dąbie zakupiło ogółem dwie sztuki typu pojazdów z 2007 roku, sprowadzonych z Darmstadt. Od łódzkich egzemplarzy wyróżniają się klimatyzacją i brakiem otwierancyh okien. W Szczecinie Volva 7700A okazały się z czasem dość awaryjne, i w połączeniu z brakiem odpowiedniego zaplecza technicznego wycofano je w pierwszej połowie 2018 roku. Wozy otrzymały numery #2710 i #2711.

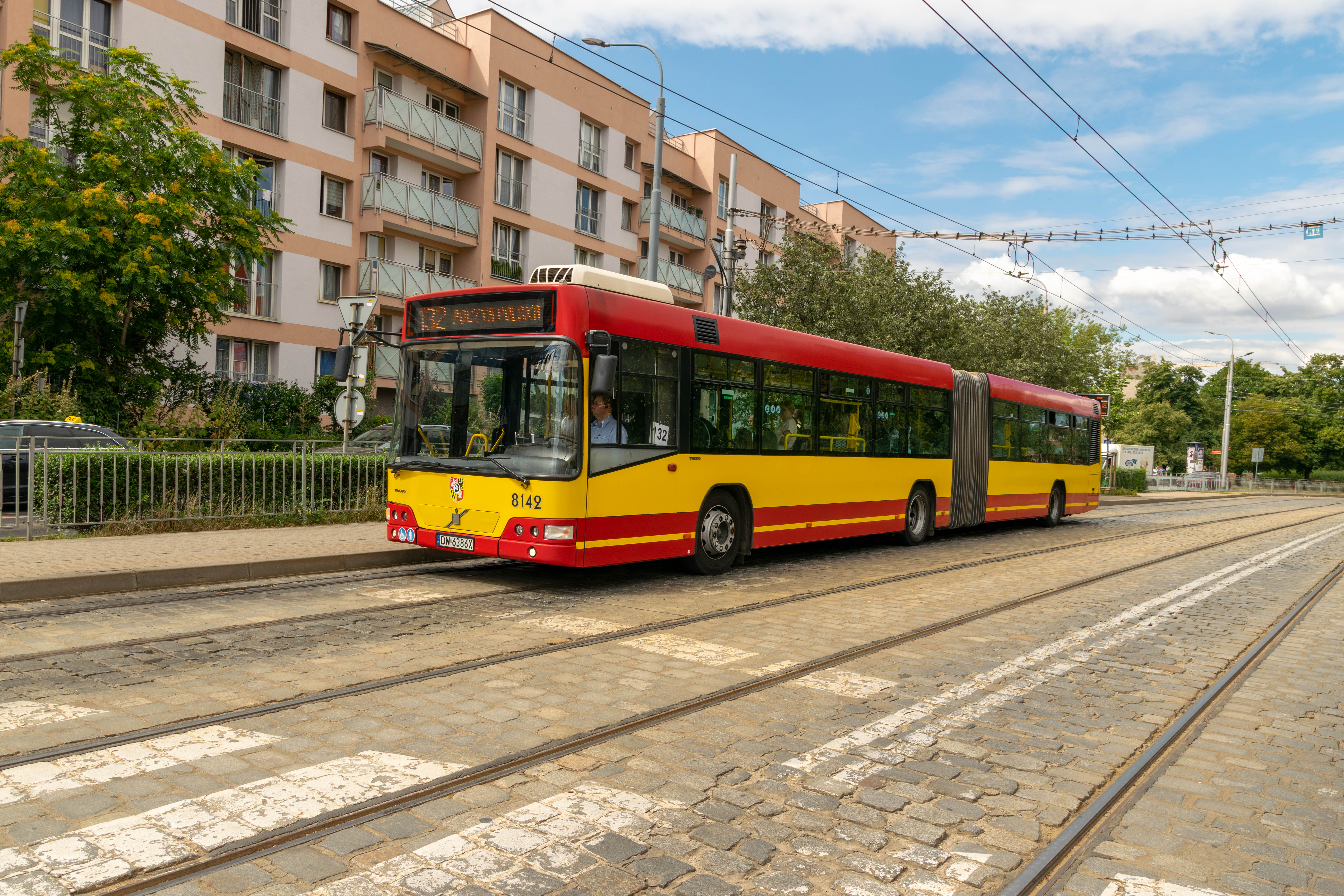
Volvo 7700A MPK Wrocław

### Wrocław
W latach 2004-2006 MPK Wrocław zakupiło w sumie trzydzieści sztuk takich pojazdów. Wozy te otrzymały numery 8116-8145. W 2008 roku skasowano pierwszy egzemplarz Volvo 7700A #8118, który uległ pożarowi w dniu 10 października 2007, zaś w latach 2012-2013 z powodu pożarów skreślono dwa kolejne egzemplarze #8137 (odpowiednio w 2012 roku) i #8119 (odpowiednio w 2013 roku).